# Dermatofibrosarcoma protuberans
Dermatofibrosarcoma protuberans (DFSP)
es un tumor muy raro. Es una neoplasia poco frecuente de la capa de la dermis de la piel, y se clasifica como un sarcoma. Sólo hay alrededor de un caso por millón por año. DFSP es una fibrosarcoma, más precisamente un sarcoma de tejido blando cutánea. En muchos aspectos, la enfermedad se comporta como un tumor benigno, pero en el 2-5% de los casos se puede hacer metástasis, por lo que debe considerarse que tiene potencial maligno. Se presenta con mayor frecuencia en adultos que están por sus treinta años; se ha descrito congénitamente, en los niños y los ancianos. Representa aproximadamente el 2-6% de los cánceres de sarcoma de tejido blando.

## Diagnóstico
El Dermatofibrosarcoma protuberans se diagnostica con una biopsia, cuando se extrae una parte del tumor para su análisis , con el fin de asegurar que suficiente tejido se extrae para hacer un diagnóstico preciso, la biopsia inicial de un presunto DFSP se hace generalmente con una aguja gruesa o una incisión quirúrgica.

## Presentación
El dermatofibrosarcoma protuberans comienza como una zona pequeña y firme en piel y comúnmente tiene un diámetro de 1 a 5 cm. Es un tumor que crece lento y por lo general se encuentra en el torso, pero también se puede encontrar en los brazos, las piernas, la cabeza y el cuello. Alrededor del 90% de DFSPs son sarcomas de bajo grado. Alrededor del 10% son mixtos; que contienen un componente sarcomatoso de alto grado (DFSP-FS); por lo tanto, se considera que son sarcomas de grado intermedio. DFSPs rara vez conduce a una metástasis (menos del 5% se hacen metástasis), pero DFSPs puede recurrir localmente. DFSPs surgen en los pacientes que están en sus treinta años, pero a veces se han visto en niños o ancianos.

## Fisiopatología
Más de 90% de los tumores DFSP tienen la translocación cromosómica t (17; 22). La translocación fusiona el gen del colágeno (COL1A1) con el gen del factor de crecimiento derivado de plaquetas (PDGF). El fibroblasto, la célula de origen de este tumor, expresa el gen de fusión pensando que son los códigos de colágeno. Sin embargo, la proteína de fusión resultante se transforma en el factor de crecimiento derivado de plaquetas madura que es un potente factor de crecimiento. Los fibroblastos contienen el receptor de este factor de crecimiento. Así, la célula "piensa" que está produciendo una proteína estructural, pero en realidad se produce una señal de crecimiento de auto estimulación. La célula se divide rápidamente y se forma un tumor.
El tejido es a menudo positivo para CD34.

## Tratamiento

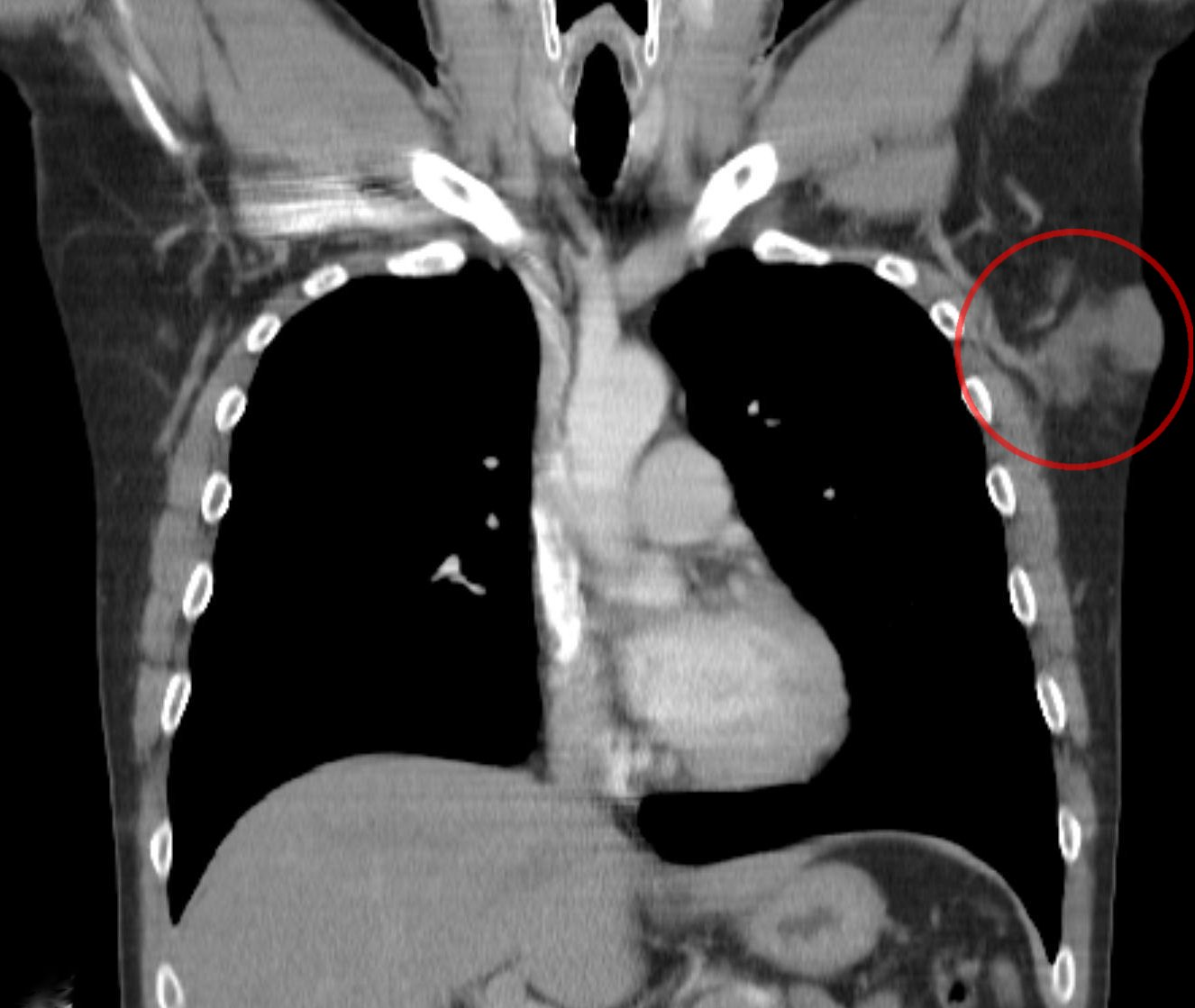
DFSP de la axila izquierda. CT, la reconstrucción coronal.

El tratamiento es principalmente quirúrgico, y a veces se utiliza la quimioterapia y la radioterapia utilizan a veces. La NCCN recomienda CCPDMA o cirugía de Mohs para tener la mejor tasa de curación del DFSP. La cirugía de Mohs puede ser muy eficaz ya que elimina el tumor y todas las células patológicas relacionadas sin la extirpación de toda el área que puede pasar por alto las células del sarcoma que han penetrado el tejido muscular.
El tratamiento estándar para pacientes con DFSP es la cirugía. Por lo general, se realiza la resección quirúrgica completa con márgenes de 2 a 4 cm (recomendado). La adición de radioterapia adyuvante (irradiación) mejora el control local en pacientes con márgenes cercanos o positivos durante la cirugía. Una técnica quirúrgica especial, llamad la "cirugía micrográfica de Mohs" (MMS), puede ser empleado en pacientes con DFSP. MMS es técnicamente posible si el DFSP se encuentra en una zona anatómica confinada. Una alta probabilidad de curación del DFSP puede ser alcanzado con MMS, siempre y cuando los márgenes definitivos son negativos. Los pacientes con DFSP recurrente pueden tener cirugía adicional, pero la probabilidad de efectos adversos de la cirugía y / o metástasis aumenta en estos pacientes. La cirugía de Mohs es de gran éxito.
Imatinib está aprobado para el tratamiento. Como ocurre con todas las drogas medicinales que tienen un nombre que termina en "ib" imatinib es un pequeño inhibidor de la vía molecular; imatinib inhibe la tirosina quinasa. Puede ser capaz de inducir la regresión del tumor en pacientes con DFSP recurrente, DFSP no resecable o DFSP metastásico. Hay evidencia clínica de que el imatinib, que inhibe PDGF-receptores, puede ser eficaz para los tumores positivos para la t (17; 22) de translocación.